# Agastache mexicana
L'anice menta messicana (Agastache mexicana (Kunth) Lint. et Epl.), è una pianta erbacea perenne diffusa in Corea, Manciuria, Cina e Siberia orientale.
Cresce in luoghi incolti. 
Come altre specie del genere Agastache ha proprietà terapeutiche: foglie e sommità fiorite possono essere usate per problemi di stomaco, e intestinali come aerofagia.